# Drepanosticta spatulifera
Drepanosticta spatulifera är en trollsländeart som beskrevs av Maurits Anne Lieftinck 1929. Drepanosticta spatulifera ingår i släktet Drepanosticta och familjen Platystictidae. IUCN kategoriserar arten globalt som otillräckligt studerad. Inga underarter finns listade i Catalogue of Life.